# تار (آلة موسيقية)
تار هي آلة موسيقية إيرانية، لها عنق طويل وهي آلة وترية من أنواع العوديات. تستخدم في العديد من الثقافات والبلدان بما في ذلك إيران وأذربيجان وأوزبكستان وأرمينيا وجورجيا وطاجيكستان (الهضبة الإيرانية) وغيرها بالقرب من مناطق القوقاز وآسيا الوسطى.
الاسم الأقدم لهذه الآلة هو (طارطار أو طرتار) والتي تعني بالفارسية «أربعة أوتار». وهو ما يتوافق مع ممارسة شائعة في المناطق الناطقة بالفارسية المتمثلة في تمييز الآلات على أساس عدد الأوتار المستخدمة. بالإضافة إلى التار هناك آلة الدوتار (وتران)، سيتار (ثلاثة أوتار)، بانطار (خمسة أوتار)، وشتار أو شيشتار (ست أوتار).
عُدِّل نطاقها الصوتي وأخذت شكلها الحالي في القرن الثامن عشر وظلت منذ ذلك الحين واحدة من أهم الآلات الموسيقية في إيران والقوقاز، لا سيما في الموسيقى الكلاسيكية الفارسية، والأداة المفضلة للراديف (وهي مجموعة من الألحان القديمة التي تم توزيعها من قبل المعلمين على الطلاب عبر الأجيال).

## التار الأذربيجاني
«التار القوقازي» أو «التار الأذربيجاني» أو «التار ذو الـ 11 وتر» هي آلة موسيقية تختلف في شكلها قليلاً عن التار الفارسي وتطورت من التار الفارسي حوالي عام 1870 بواسطة صديقجان. لها بنية مختلفة قليلاً وفيها عدد أكثر من الأوتار. يحتوي التار الأذربيجاني على وتر إضافي واحد على الجانب مثبت على صمولة مرتفعة، وعادةً ما يكون هناك وتران رنين مزدوجان يمران عبر صواميل معدنية صغيرة تقع في منتصف الرقبة. كل هذه الأوتار تعمل بجانب الأوتار الرئيسية الواقعة فوق الجسر والمثبتة بحامل الوتر وبحافة جسم الآلة. يحتوي التار الأذربيجاني بشكل عام على 11 وتر و 17 نغمة.
وفقا للموسوعة الإيرانية تُعزف الموسيقى الفنية الأذرية أيضًا في مناطق أخرى من أذربيجان، وخاصة بين الأرمن الذين تبنوا نظام موغام الموسيقي والآلات الموسيقية مثل الكمنجة والتار.
تظهر آلة التار على ظهر العملة الأذربيجانية (1 كيبيك) المسكوكة منذ عام 2006  وعلى وجه الورقة النقدية الأذربيجانية من فئة (1 مانات) الصادرة منذ عام 2006.
في عام 2012، أضيف فن الحرف اليدوية وفن العزف بالتار الأذربيجاني إلى قائمة اليونسكو للتراث الثقافي غير المادي.

## معرض صور

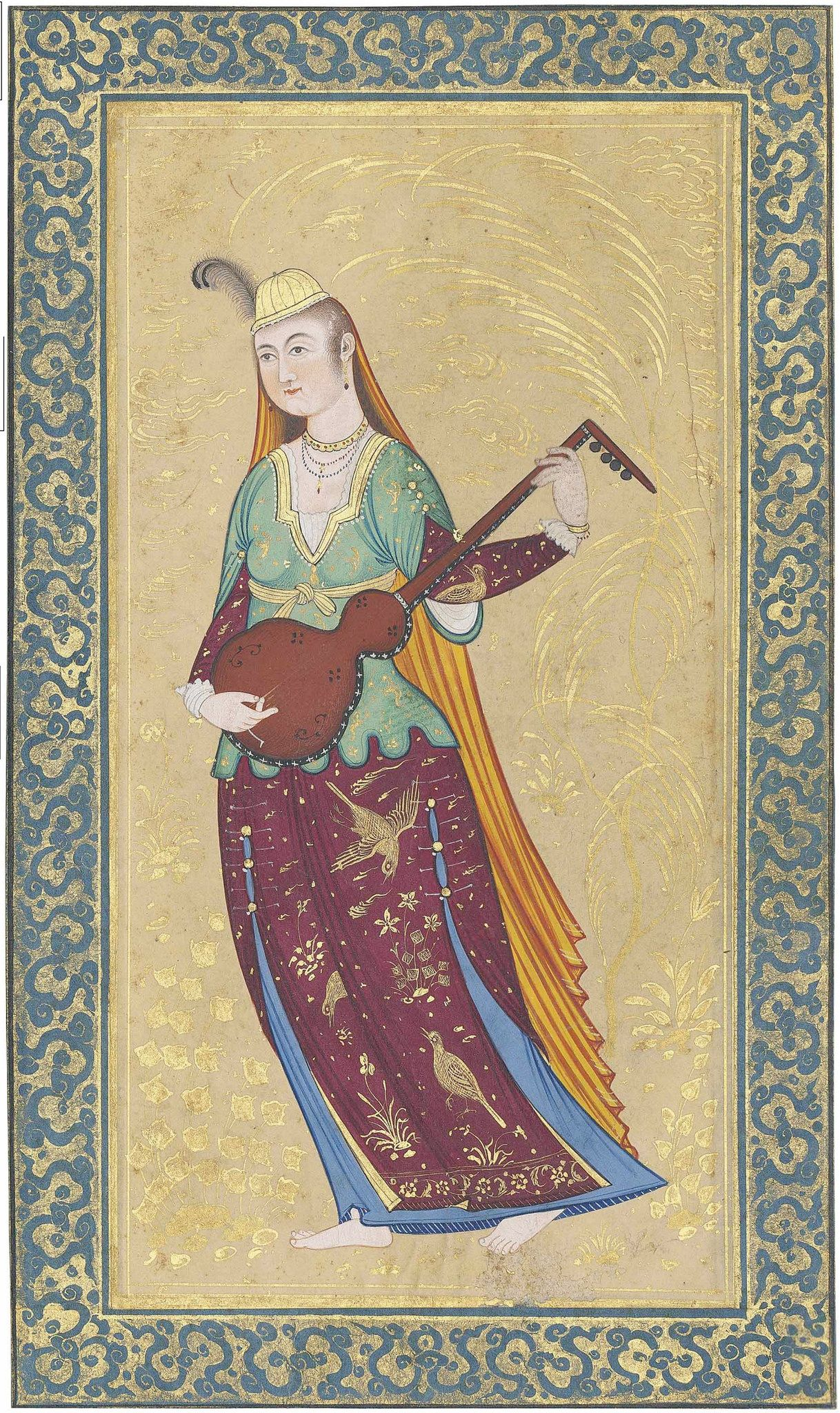
صورة تعود لعصر سلالة القاجار على الطراز الصفوي ، يظهر فيها فتاة تعزف على التار.
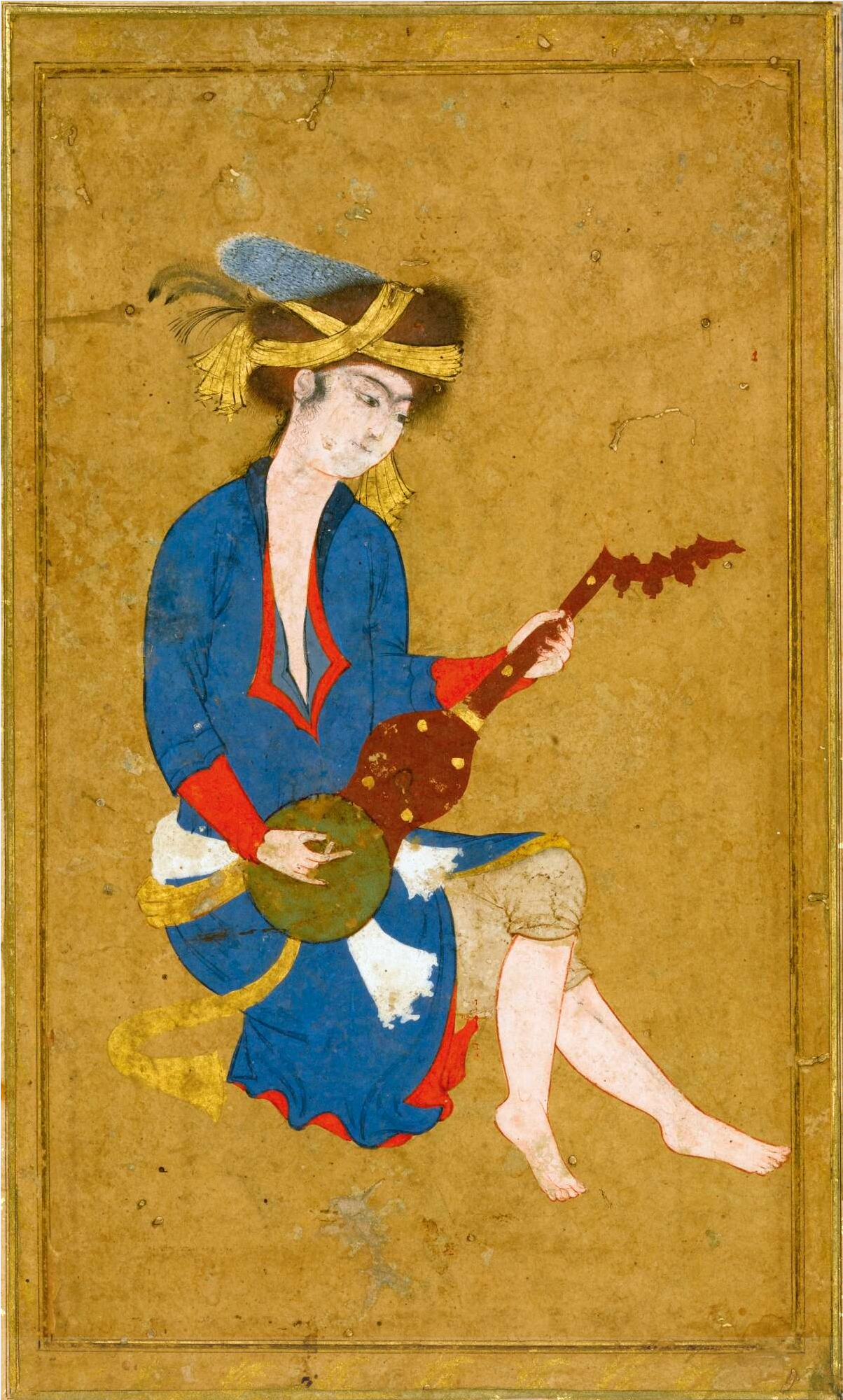
شاب يحمل الرباب إيراني .القرن السادس عشر ، الإمبراطورية الصفوية. تشبه هذه الآلة التار. كان للرباب قسم سفلي مغطى بالجلد ، وقسم علوي مجوف مغطى بالخشب.
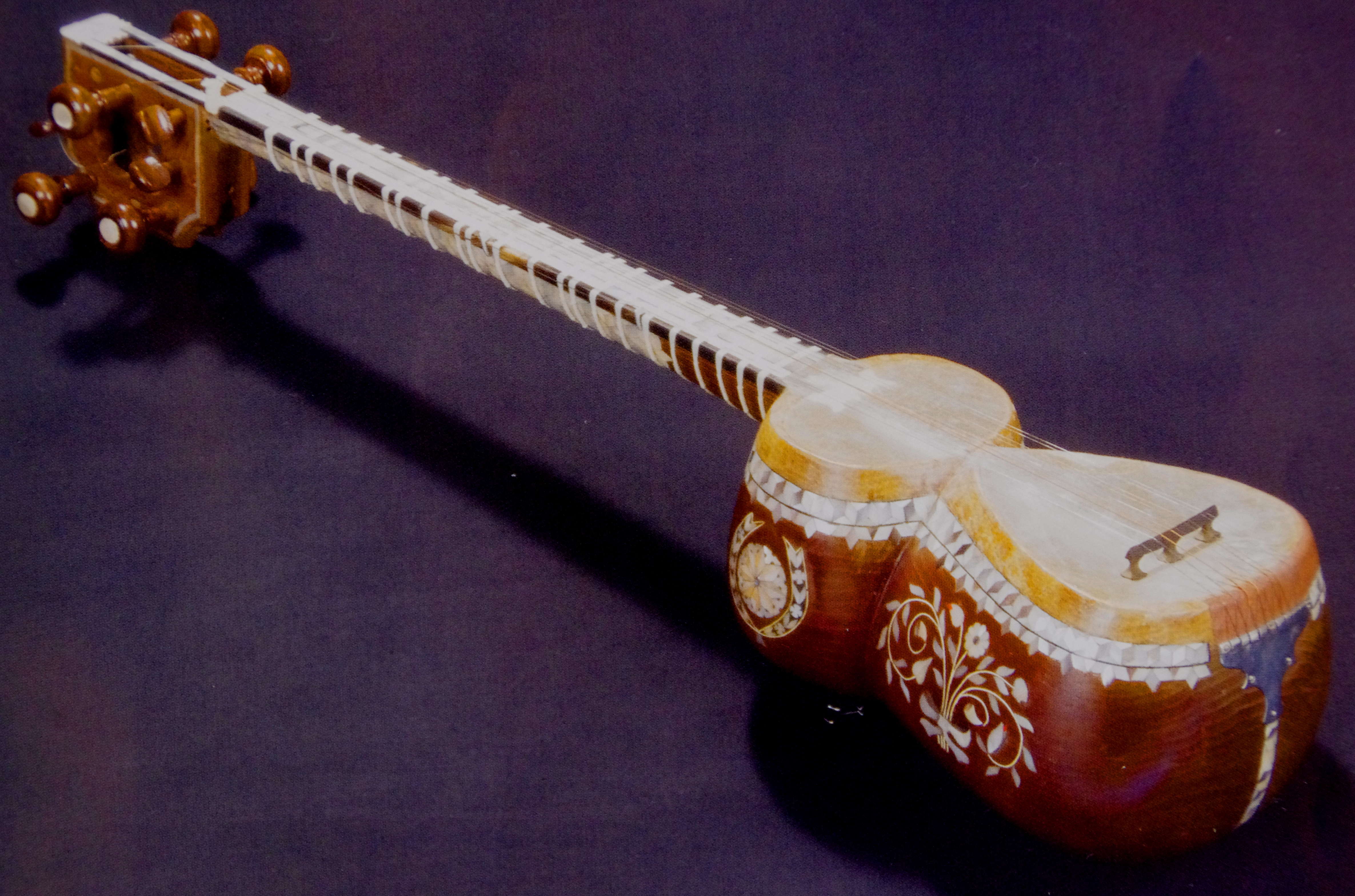
التار الأذربيجاني